# Salinas (Puerto Rico)
Salinas és un municipi de Puerto Rico situat a la costa sud de l'illa, també conegut amb els noms de El Pueblo del Mojo Isleño, Cuna del Mojito Isleño, Los Peces Voladores i Los Marlins. Confina al nord amb els municipis de Coamo, Aibonito i Cayey; al sud amb el mar Carib; a l'oest amb Coamo i Santa Isabel; i a l'est amb Guayama.
El municipi està dividit en 6 barris: Salinas Pueblo, Aguirre, Lapa, Palmas, Quebrada Yeguas i Río Jueyes.